# François Molins

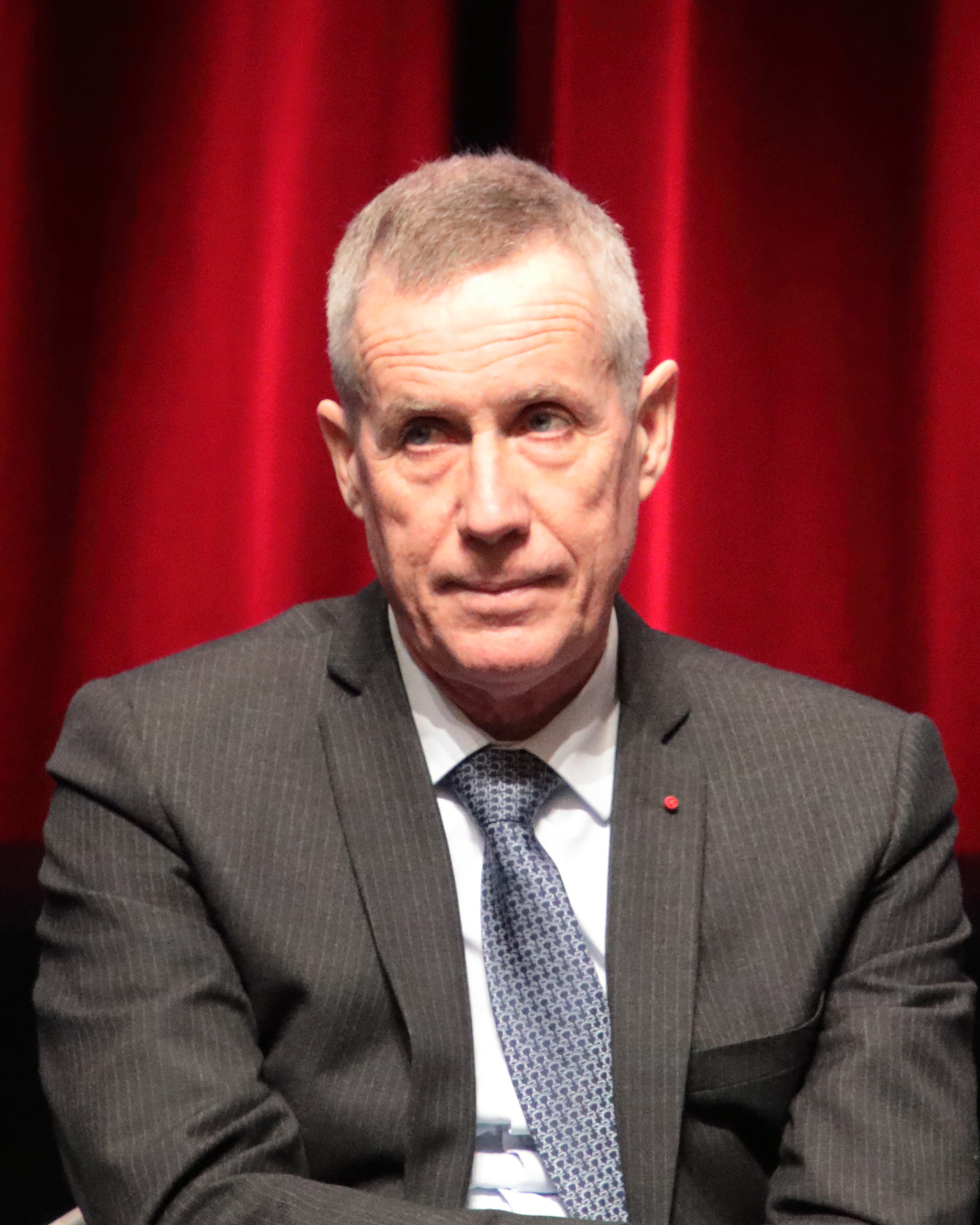
François Molins (2018)

François Gerard Molins (* 26. August 1953 in Banyuls-dels-Aspres, Pyrénées-Orientales, Frankreich) ist ein französischer Staatsanwalt.

## Laufbahn
Molins studierte Jura und absolvierte die École nationale de la magistrature von 1976 bis 1979. Direkt nach seinem Abschluss begann er seine Laufbahn als Staatsanwalt. Zunächst als Vertretung in Carcassonne (1979–1986), dann als vollwertiger Staatsanwalt in Montbrison (1986–1988) und Villefranche-sur-Saône (1988–1991). Von 1991 bis 1993 diente er als stellvertretender Generalstaatsanwalt in Bastia (Korsika), dann bis 1996 als Generalstaatsanwalt in Lyon. Von 2000 bis 2001 hatte Molins zudem das Amt des Staatsanwalts in Angers inne.
2001 wechselte Molins in die Abteilung für Strafsachen und Begnadigungen des Justizministeriums, wo er bis 2004 arbeitete. Danach kehrte er in die Justiz zurück und arbeitete fünf Jahre lang als Staatsanwalt in Bobigny am zwölften Tribunal de Grande Instance.
2009 ernannte Michèle Alliot-Marie Molins zu ihrem persönlichen Büroleiter. Auch Alliot-Maries Nachfolger, Michel Mercier, behielt Molins in der Funktion. Im November 2011 wurde Molins zum Generalstaatsanwalt am Kassationshof, dem höchsten Gericht der ordentlichen Gerichtsbarkeit in Frankreich, bestimmt.

## Auszeichnungen
- Chevalier (Ritter) des Ordre national du Mérite (3. Dezember 1994)
- Chevalier (Ritter) der französischen Ehrenlegion (17. April 2003)[2]
- Kreuz mit Auszeichnung der ersten Klasse des Orden San Raimundo de Peñafort (10. Juni 2015)[3]